# Cicadomorpha
Cicadomorpha è un infraordine di insetti dell'ordine dei Rincoti Omotteri Auchenorrinchi. Comprende specie esclusivamente fitomize comunemente chiamate, secondo il raggruppamento, cicale, cicaline, sputacchine.

## Descrizione
I Cicadomorfi hanno corpo di forma e dimensioni variabili, talvolta con livree appariscenti anche se in genere associate a piccole dimensioni. Frequente è anche il mimetismo criptico.
Il capo è metagnato, talvolta completamente nascosto dal pronoto (Membracidae). L'anteclipeo è piuttosto largo, perciò il capo si presenta più largo e lungo, con gli occhi disposti lateralmente e un'ampia cervice. Nei Cicadoidei l'anteclipeo è pronunciato e convesso. Gli ocelli sono in numero di 2 o 3 e, contrariamente ai Fulgoromorfi, sono disposti fra gli occhi, nella regione fronto-clipeale. Le antenne sono relativamente brevi, con i due articoli prossimali molto corti e gli altri riuniti a formare un flagello filiforme; a differenza dei Fulgoromorfi, gli articoli prossimali delle antenne non sono ingrossati. L'apparato boccale è di tipo pungente-succhiante, di varia lunghezza, inserito nella parte posteriore del capo, a contatto con il prosterno. Come in tutti gli Auchenorrinchi, la base del rostro è posizionata anteriormente rispetto alle procoxe.
Il torace presenta una spiccata variabilità nella conformazione del pronoto. Nella maggior parte delle famiglie è corto e largo, spesso somigliante ad un breve collare. Nei Membracidi ha un notevole sviluppo fino a sormontare completamente il capo e spesso l'intero corpo; nella stessa famiglia sviluppa in genere processi di varie dimensioni e forme, particolarmente bizzarre in molte specie esotiche. Il mesonoto ha una forma triangolare, in apparenza simile ad uno scutello, che in realtà costituisce solo la parte posteriore. Sono assenti le tegule, presenti invece in tutti i Fulgoromorfi.

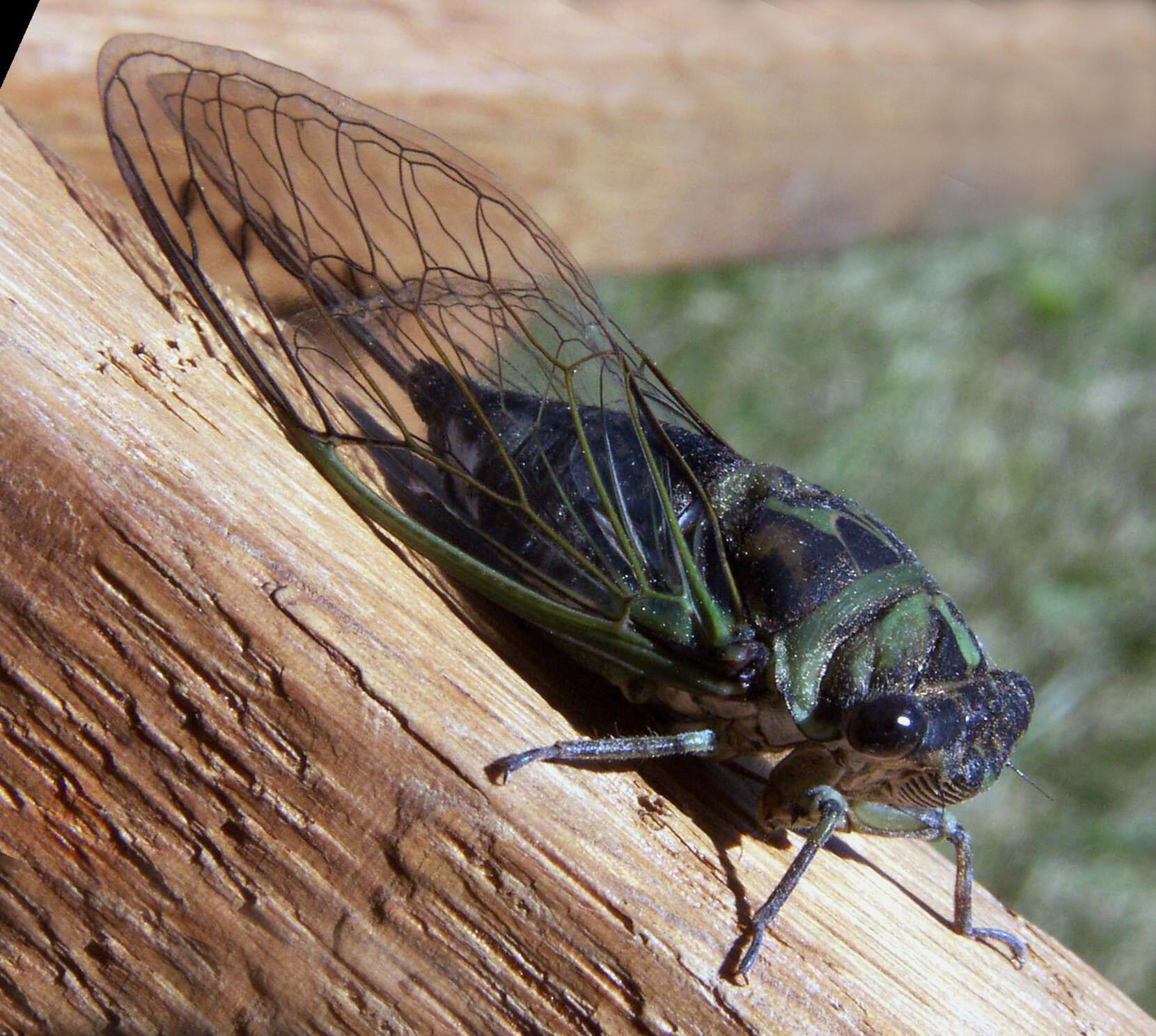
Tibicen linnei.

Le ali anteriori sono interamente membranose (Cicadoidei) e ricche di nervature ben evidenti, oppure sono trasformate in tegmine (Cercopoidea e Membracoidea), ovvero leggermente e uniformemente sclerificate. In fase di riposto si ripiegano a tetto sull'addome. Le zampe sono di forma e sviluppo variabili, quelle posteriori spesso di tipo saltatorio. In tutti i Cicadomorfi, le coxe sono relativamente brevi e non allungate come nei Fulgoromorfi.
L'addome è provvisto, nella maggior parte dei Cicadomorfi, di un organo sonoro pari, ubicato nel primo urite. Nei Cicadoidei è costituito da una membrana latero-ventrale (timballo) protetta da un processo del secondo urite (opercolo). Negli altri Cicadomorfi l'organo sonoro è più rudimentale oppure assente. Nell'etologia di molti cicadomorfi si verifica la comunicazione attraverso l'emissione di suoni o di vibrazioni del substrato.
Diverse specie emettono secrezioni cerose per mezzo di ghiandole tegumentali. Singolare è l'emissione di una abbondante schiuma, simile a saliva, che nasconde gli stadi preimmaginali dei Cercopoidei, da cui il nome comune di sputacchina attribuito a questi rincoti. La funzione di questa emissione è quella di proteggere gli insetti dai loro predatori e dall'evaporazione.

## Alimentazione

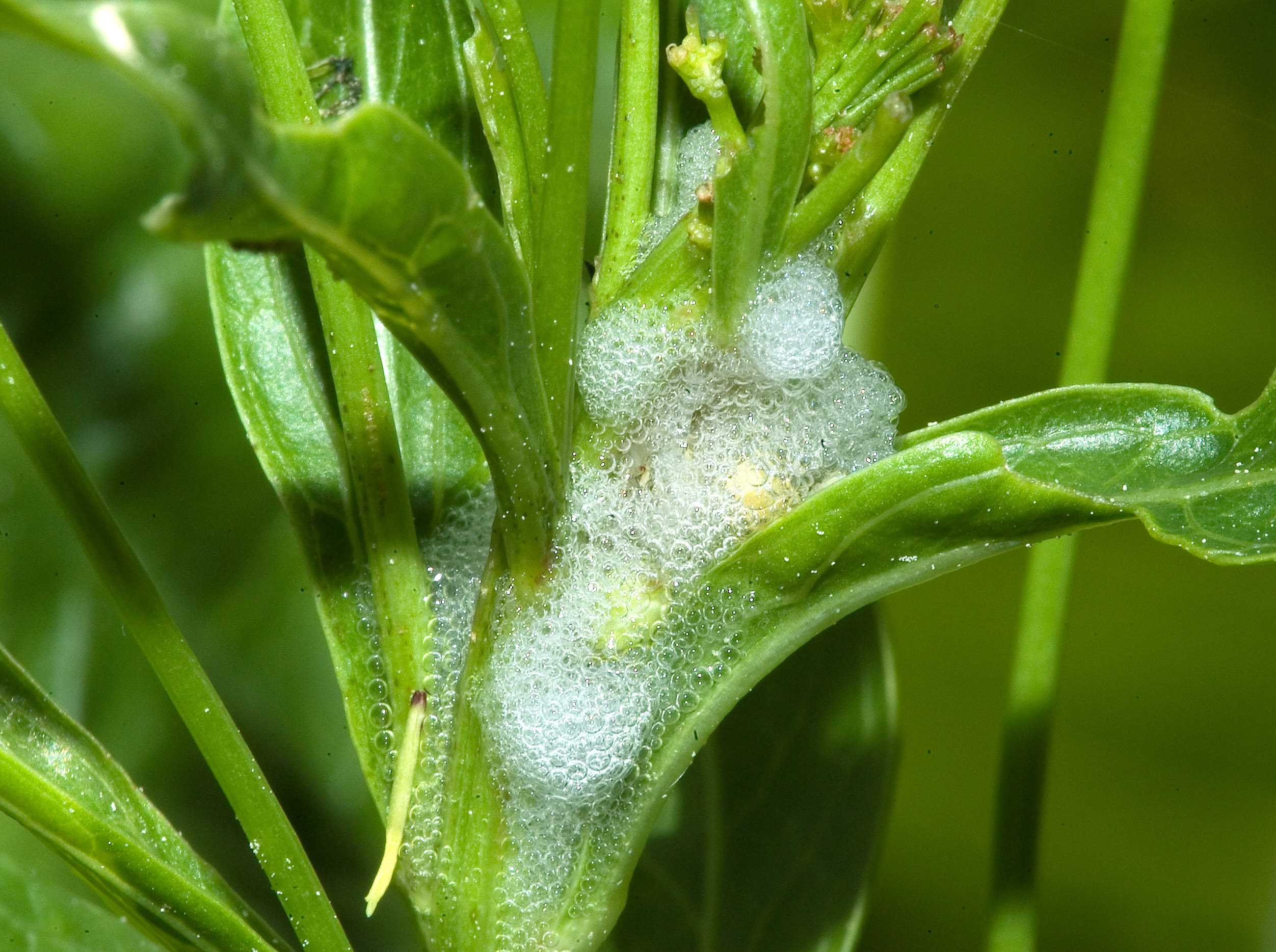
Schiuma prodotta da neanidi di sputacchine.

I Cicadomorfi si nutrono della linfa floematica. L'alimento, ricco d'acqua e zuccheri, è sottoposto ad una dialisi nella parte anteriore del mesentero organizzata a formare la camera filtrante: questo organo permette di deviare una parte consistente dell'acqua e degli zuccheri nel proctodeo. Gli escrementi sono perciò liquidi, in forma di melata.
Nella loro generalità i Cicadomorfi sono poco dannosi, ma alcune specie sono in genere considerate molto dannose all'agricoltura, soprattutto perché possibili vettori di virus fitopatogeni. Fra gli altri danni vanno citate le ferite praticate dall'ovopositore (Cicadoidei e Membracidi).

## Sistematica
L'inquadramento sistematico dei Cicadomorfi, su base filogenetica, è oggetto di discussione in quanto il raggruppamento degli Auchenorrinchi sarebbe parafiletico. Alcuni Autori propongono l'inquadramento al rango di sottordine con il nome di Clypeorrhyncha, ma allo stato attuale prevale l'inquadramento come infraordine nel sottordine degli Auchenorrhyncha. La classificazione tradizionale, su base morfologica, inquadrava i Cicadomorfi in due divisioni, chiamate Cicadomorpha e Jassidomorpha, come divisione interna alla sezione Auchenorrhyncha, a sua volta compresa nel sottordine degli Homoptera.
La suddivisione interna maggiormente adottata attualmente, comprende tre superfamiglie a loro volta ripartite in famiglie. Sul numero di famiglie non tutti concordano, con particolare riferimento ai Typhlocybinae, spesso inquadrati al rango di sottofamiglia nei Cicadellidae. Uno degli alberi tassonomici proposti adottati in letteratura è il seguente:
- Infraordine Cicadomorpha
  - Superfamiglia Cercopoidea (sputacchine), con cinque famiglie:
    - Aphrophoridae
    - Cercopidae
    - Clastopteridae
    - Epipygidae
    - Machaerotidae

  - Superfamiglia Cicadoidea (cicale), con 2 famiglie:
    - Cicadidae
    - Tettigarctidae

  - Superfamiglia Membracoidea o Jassoidea o Cicadelloidea (cicaline sensu lato), con cinque famiglie:
    - Aetalionidae
    - Cicadellidae
    - Melizoderidae
    - Membracidae
    - Myerslopiidae